# Jubilé de l'an 2000
 (décembre 2024).
Si vous disposez d'ouvrages ou d'articles de référence ou si vous connaissez des sites web de qualité traitant du thème abordé ici, merci de compléter l'article en donnant les références utiles à sa vérifiabilité et en les liant à la section « Notes et références ».
Pour les articles homonymes, voir Jubilé.
Le Grand Jubilé de l'an 2000 est un événement majeur de l'Église catholique romaine, qui s'est tenu de la veille de Noël 24 décembre 1999 jusqu'à l'Épiphanie 6 janvier 2001. Comme d'autres précédents jubilés, c'est une célébration de la grâce de Dieu et du pardon des péchés. L'innovation majeure de ce jubilé fut l'ajout de plusieurs « jubilés particuliers » pour différents groupes de personnes, et qu'il était célébré simultanément à Rome, Israël, et ailleurs dans le monde.

## Déroulement
- 24 décembre 1999 : ouverture de l'année du Jubilé[1] par une célébration œcuménique commune ;
- Du mardi 18 janvier 2000 jusqu'au mardi 25 janvier 2000 : Semaine de prière pour l'unité des chrétiens. Célébrations œcuméniques ;
- 12 mars : cérémonie de repentance dans la basilique Saint-Pierre de Rome ;
- Vendredi 14 avril 2000 : chemin de Croix et célébration pénitentielle ;
- Dimanche 16 avril 2000 : Dimanche des Rameaux ;
- Lundi 17 - Samedi 22 avril : Semaine sainte ;
- Dimanche 23 avril 2000 : dimanche de Pâques ;
- Du mercredi 16 août 2000 au dimanche 20 août 2000 : Journées Mondiales de la Jeunesse, Journée de l'Espérance ;
- 5 janvier 2001 : clôture de l'année jubilaire.